# Kanton Andelot-Blancheville
Der Kanton Andelot-Blancheville war von 1790 bis 2015 ein französischer Wahlkreis im Arrondissement Chaumont, im Département Haute-Marne und in der Region Champagne-Ardenne; sein Hauptort war Andelot-Blancheville.

Lage des ehemaligen Kantons Andelot-Blancheville im Arrondissement Chaumont

## Gemeinden
Der Kanton bestand aus 16 Gemeinden:
| Gemeinde              | Einwohner Jahr | Fläche km² | Bevölkerungsdichte | Code INSEE | Postleitzahl |
| --------------------- | -------------- | ---------- | ------------------ | ---------- | ------------ |
| Andelot-Blancheville  | 882 (2013)     | 33,18      | 27 Einw./km²       | 52008      | 52700        |
| Bourdons-sur-Rognon   | 261 (2013)     | 39,45      | 7 Einw./km²        | 52061      | 52700        |
| Briaucourt            | 192 (2013)     | 9,47       | 20 Einw./km²       | 52075      | 52700        |
| Chantraines           | 218 (2013)     | 10,42      | 21 Einw./km²       | 52107      | 52700        |
| Cirey-lès-Mareilles   | 125 (2013)     | 14,59      | 9 Einw./km²        | 52128      | 52700        |
| Consigny              | 66 (2013)      | 10,95      | 6 Einw./km²        | 52142      | 52700        |
| Darmannes             | 252 (2013)     | 18,15      | 14 Einw./km²       | 52167      | 52700        |
| Ecot-la-Combe         | 39 (2013)      | 20,93      | 2 Einw./km²        | 52183      | 52700        |
| Forcey                | 72 (2013)      | 5,28       | 14 Einw./km²       | 52204      | 52700        |
| Mareilles             | 151 (2013)     | 22,28      | 7 Einw./km²        | 52313      | 52700        |
| Montot-sur-Rognon     | 115 (2013)     | 7,84       | 15 Einw./km²       | 52335      | 52700        |
| Reynel                | 120 (2013)     | 18,61      | 6 Einw./km²        | 52420      | 52700        |
| Rimaucourt            | 693 (2013)     | 20,26      | 34 Einw./km²       | 52423      | 52700        |
| Rochefort-sur-la-Côte | 55 (2013)      | 5,18       | 11 Einw./km²       | 52428      | 52700        |
| Signéville            | 102 (2013)     | 8,08       | 13 Einw./km²       | 52473      | 52700        |
| Vignes-la-Côte        | 70 (2013)      | 3,10       | 23 Einw./km²       | 52523      | 52700        |

## Bevölkerungsentwicklung
| 1962 | 1968 | 1975 | 1982 | 1990 | 1999 | 2006 | 2012 |
| ---- | ---- | ---- | ---- | ---- | ---- | ---- | ---- |
| 3740 | 4049 | 3619 | 3684 | 3595 | 3463 | 3596 | 3426 |